# Guido del Giudice
Guido del Giudice (né le 14 août 1957) est un philosophe et écrivain italien.

## Biographie
Diplômé en 1982 en médecine et chirurgie par l’Université de Naples « Frédéric II », il a poursuivi ses études de lettres et de philosophie, s’attachant en particulier à la vie et à l’œuvre de Giordano Bruno, auquel il a consacré divers articles. 
En 2008, l’académie internationale parthénopéenne « Frédéric II » a attribué à son œuvre La Dispute de Cambrai. Camoeracensis acrotismus, la première place du « Prix international Giordano Bruno » pour « la meilleure œuvre de talent dédiée au philosophe ».

## Œuvres
- "WWW Giordano Bruno" Marotta & Cafiero, Napoli 2001;
- "La coïncidence des opposés. Giordano Bruno entre Orient et Occident", Di Renzo Editore, Roma 2005; Deuxième édition augmentée, avec un essai: "Bruno, Rabelais et Apollonius de Tiana", Di Renzo Editore, Roma 2006;
- "Due Orazioni. Oratio Valedictoria e Oratio consolatoria", Di Renzo Editore, Roma 2007;
- "La dispute de Cambrai. Camoeracensis acrotismus", Di Renzo Editore, Roma 2008;
- "Il Dio dei Geometri - quattro dialoghi". Di Renzo Editore, Roma 2009;
- "Somma dei termini metafisici", con il saggio: "Bruno in Svizzera, tra alchimisti e Rosacroce", Di Renzo Editore, Roma 2010;
- "Io dirò la verità. Intervista a Giordano Bruno", Di Renzo Editore, Roma 2012.
- "Contro i matematici", Di Renzo Editore, Roma 2014.
- "Giordano Bruno. Il profeta dell'universo infinito", The Giordano Bruno Society, Napoli 2015.
- "Giordano Bruno. Epistole latine", Fondazione Mario Luzi, Roma 2017.